# Nagarkanda
Nagarkanda è un sottodistretto (upazila) del Bangladesh situato nel distretto di Faridpur, divisione di Dacca. Si estende su una superficie di 379,02 km² e conta una popolazione di 267.193 abitanti (dato censimento 1991).